# São Martinho (kommun i Brasilien, Santa Catarina)
São Martinho är en kommun i Brasilien.   Den ligger i delstaten Santa Catarina, i den södra delen av landet, 1 400 km söder om huvudstaden Brasília. Antalet invånare är 3 211.
I omgivningarna runt São Martinho växer i huvudsak städsegrön lövskog. Runt São Martinho är det glesbefolkat, med 19 invånare per kvadratkilometer.